# Kristina från Duvemåla
Kristina från Duvemåla ("Kristina uit Duvemåla") is een Zweedstalige musical geschreven en deels geproduceerd door Benny Andersson en Björn Ulvaeus, de twee mannelijke leden van ABBA.
De musical is een bewerking van een vierdelige romanreeks naar de hand van de Zweedse auteur Vilhelm Moberg en gaat over de trek van een Zweedse plattelandsfamilie in de 19e eeuw naar Minnesota in de Verenigde Staten op zoek naar een beter bestaan. Hoofdpersoon is de jonge moeder Kristina die de nodige ontberingen moet doorstaan.
De musicalversie ging in 1995 in première in het Malmö Theater in het Zweedse Malmö en heeft daarna ruim drie jaar gespeeld, onder meer ook in Göteburg en Stockholm. In Zweden is Kristina från Duvemåla een groot succes geweest en er zijn in het land en aantal singles van de musical verschenen. Het nummer Guldet Blev Til Sand ("Het Goud Verandert in Zand"), gezongen door het personage Robert (Peter Jöback) heeft zelfs het record van langste notering ooit in de Zweedse hitlijsten.
Daarnaast heeft de musical de doorbraak betekend van zangeres en actrice Helen Sjöholm. De weelderige muziek is van de hand van Andersson en de teksten zijn geschreven door Ulvaeus. In de musical komen diverse muziekstijlen voorbij, van licht klassiek, koorgezang tot typische musicalnummers en popliedjes. Naast de diverse singles zijn er twee cd-opnamen beschikbaar van Kristina från Duvemåla, een vrijwel integrale 3-cd versie en een compilatie met de meest aansprekende nummers.
Er zijn al jaren geruchten dat er een Engelstalige versie in Broadway op de planken zou komen, maar vooralsnog is er geen concrete première aangekondigd. Wel hebben de heren Ulvaeus en Andersson in 1996 in Minneapolis in de Verenigde Staten een kortere concertpresentatie gegeven met de originele Zweedse cast.

## Muziekstukken
Zoals op de 3-cd versie:
Akte 1
1. Prolog (Proloog) 3:59
2. Duvemåla Hage (Duvemåla weide) 2:55
3. Min Lust Till Dej (Mijn verlangen naar jou) 8:57
4. Ut Mot Ett Hav (Naar een zee) 3:41
5. Missväxt (Mislukte oogst) 6:15
6. Nej (Nee) 6:22
7. Lilla Skara (Kleine schare) 3:23
8. Aldrig (Nooit) 4:18
9. Kom Till Mig Alla (Komt allen naar mij) 5:42
10. Vi Öppnar All Grindar (We openen alle poorten) 3:43
11. Bönder På Havet (Boeren op zee) 6:03
12. Löss (Luizen) 5:39
13. Stanna (Blijf) 3:59
14. Begravning Till Sjöss (Begrafenis op zee) 1:08
15. A Sunday in Battery Park (5:07)
16. Hemma (Thuis) 3:02
17. Från New York Till Stillwater (Van New York naar Stillwater) 1:30
18. Tänk Att Män Som Han Kan Finnas (Dat zo een man bestaat) 4:18
19. Kampfer Och Lavendel (Kamperfoelie en lavendel) 2:55
20. Drömmen Om Guld (De droom naar goud) 3:07
21. Min Astrakan (Mijn appelboom) 4:34

Akte 2
1. Överheten (De overheid) 3:32
2. Ljusa Kvällar Om Våren (Lichte voorjaarsavonden) 7:01
3. Präriens Drottning (Koningin van de prairie) 6:25
4. Vildgräs (Onkruid) 4:52
5. Jag Har Förlikat Mej Till Slut (Ik heb me erbij neergelegd) 5:16
6. Guldet Blev Till Sand (Goud veranderde in zand) 4:10
7. Wild Cat Money (2:09)
8. Ut Mot Ett Hav (Naar een zee) 2:43
9. Vill Du Inte Gifta Dej Med Mej (Wil je niet met me trouwen) 3:19
10. Ett Herrans Underverk (Een wonder van de Heer) 4:35
11. Down To The Sacred Wave (1:38)
12. Missfall (Miskraam) 2:10
13. Du Måsta Finnas (U moet bestaan) 5:40
14. Skördefest (Oogstfeest) 1:37
15. Här Har Du Mej Igen (Hier hebt u mij terug) 6:47
16. Red Iron/Hjälp Mej Trösta (Red Iron/Help mij met troosten) 2:56
17. Var Hör Vi Hemma (Hier horen wij thuis) 2:38
18. I Gott Bevar (In goede handen) 7:08